# Сергієнко Сергій Захарович
Сергій Захарович Сергієнко (1914, село Димине, тепер Кропивницький район Кіровоградської області — 19 листопада 1980, місто Кіровоград, тепер місто Кропивницький) — український радянський діяч, секретар Кіровоградського обласного комітету КПУ, голова Кіровоградського обласного комітету народного контролю, голова Кіровоградського міськвиконкому.

## Біографія
Народився в родині вчителя.
У 1937 році закінчив Харківський державний університет.
З 1937 по 1938 рік працював вчителем середньої школи.
У 1938—1939 роках — служба в Червоній армії.
У 1939—1941 роках — викладач Кіровоградського педагогічного інституту імені Олександра Пушкіна; секретар Кіровоградського обласного комітету ЛКСМУ. З січня 1941 року — директор Кіровоградського обласного інституту вдосконалення вчителів.
У 1941—1946 роках — служба в Червоній армії на командних посадах. Учасник німецько-радянської війни, був поранений.
Член ВКП(б) з 1942 року.
З 1946 року — старший викладач Кіровоградського педагогічного інституту; завідувач Кіровоградського обласного відділу народної освіти.
У березні (затв.) 1953—1954 роках — голова виконавчого комітету Кіровоградської міської ради депутатів трудящих Кіровоградської області.
2 вересня 1954 — 17 січня 1963 року — секретар Кіровоградського обласного комітету КПУ.
17 січня 1963 — 14 грудня 1964 року — секретар Кіровоградського сільського обласного комітету КПУ — голова сільського обласного комітету партійно-державного контролю. Одночасно, 23 січня 1963 — 15 грудня 1964 року — заступник голови виконавчого комітету Кіровоградської сільської обласної Ради депутатів трудящих.
14 грудня 1964 — лютий 1966 року — секретар Кіровоградського обласного комітету КПУ — голова обласного комітету партійно-державного контролю. Одночасно, 15 грудня 1964 — 28 грудня 1965 року — заступник голови виконавчого комітету Кіровоградської обласної Ради депутатів трудящих.
28 грудня 1965 — 1974 року — голова Кіровоградського обласного комітету народного контролю.
З 1974 року — персональний пенсіонер союзного значення в місті Кіровограді. Працював викладачем Кіровоградського технікуму із підготовки керівних кадрів колгоспів і радгоспів.

## Нагороди
- чотири ордени Трудового Червоного Прапора
- медалі